# Davion Taylor
Davion Taylor (McComb, 5 agosto 1998) è un giocatore di football americano statunitense che milita nel ruolo di linebacker per i Philadelphia Eagles della National Football League (NFL).

## Carriera

### Philadelphia Eagles
Taylor al college giocò a football al Coahoma Community College (2016-2017) e all'Università del Colorado. Fu scelto nel corso del terzo giro (103º assoluto) del Draft NFL 2020 dai Philadelphia Eagles. Debuttò come professionista nella gara del primo turno contro il Washington Football Team. La sua stagione da rookie si concluse con 10 tackle in 12 presenze.

## Palmarès
- National Football Conference Championship: 1

Philadelphia Eagles: 2022